# Ligne Gonō
La ligne Gonō (五能線, Gonō-sen) est une ligne ferroviaire exploitée par la East Japan Railway Company (JR East), dans les préfectures d'Akita et Aomori au Japon. Elle relie la gare de Higashi-Noshiro à Noshiro à la gare de Kawabe à Inakadate.

## Histoire
La ligne a été ouverte par étapes entre 1908 et 1936.

## Caractéristiques

### Ligne

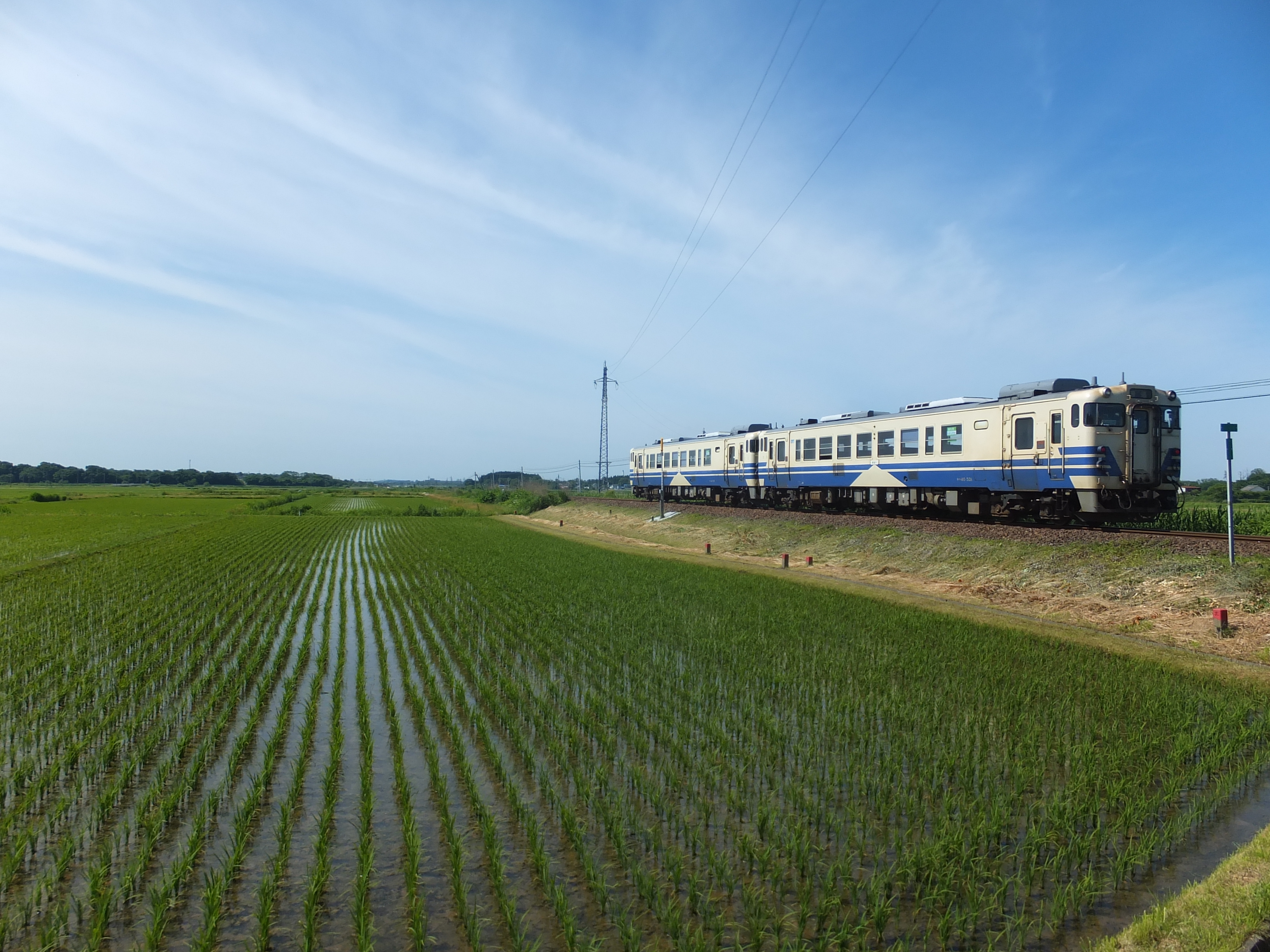
La ligne entre Torigata et Kita-Noshiro.

- Longueur : 147,2 km
- Ecartement : 1 067 mm

### Tracé
|  |

### Services et interconnexion
La ligne est parcourue par des trains omnibus et les trains express Resort Shirakami. A Kawabe, la plupart des trains continuent sur la ligne principale Ōu jusqu'à la gare de Hirosaki.

### Liste des gares

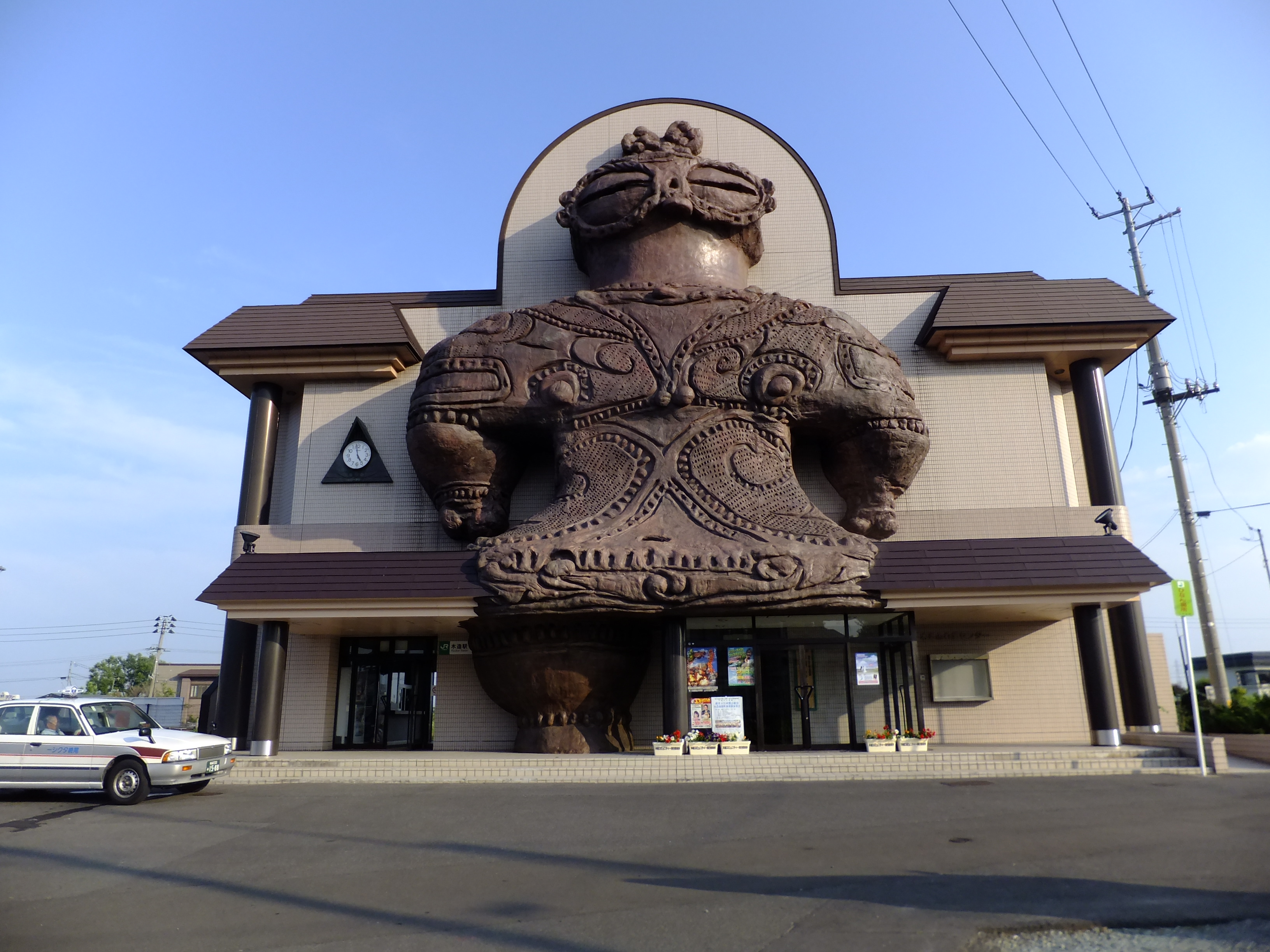
La gare de Kizukuri.

| Gare                    | Nom japonais | Distance depuis Higashi-Noshiro (km) | Correspondances                   | Localisation | Localisation        |
| ----------------------- | ------------ | ------------------------------------ | --------------------------------- | ------------ | ------------------- |
| Higashi-Noshiro         | 東能代       | 0                                    | JR East : Ōu (interconnexion)     | Noshiro      | Préfecture d'Akita  |
| Noshiro                 | 能代         | 3,9                                  |                                   | Noshiro      | Préfecture d'Akita  |
| Mukai-Noshiro           | 向能代       | 6,1                                  |                                   | Noshiro      | Préfecture d'Akita  |
| Kita-Noshiro            | 北能代       | 9,3                                  |                                   | Noshiro      | Préfecture d'Akita  |
| Torigata                | 鳥形         | 11,2                                 |                                   | Noshiro      | Préfecture d'Akita  |
| Sawame                  | 沢目         | 14,1                                 |                                   | Happō        | Préfecture d'Akita  |
| Higashi-Hachimori       | 東八森       | 18,0                                 |                                   | Happō        | Préfecture d'Akita  |
| Hachimori               | 八森         | 22,7                                 |                                   | Happō        | Préfecture d'Akita  |
| Takinoma                | 滝ノ間       | 24,5                                 |                                   | Happō        | Préfecture d'Akita  |
| Akitashirakami          | あきた白神   | 26,1                                 |                                   | Happō        | Préfecture d'Akita  |
| Iwadate                 | 岩館         | 29,1                                 |                                   | Happō        | Préfecture d'Akita  |
| Ōmagoshi                | 大間越       | 39,9                                 |                                   | Fukaura      | Préfecture d'Aomori |
| Shirakamidaketozanguchi | 白神岳登山口 | 42,3                                 |                                   | Fukaura      | Préfecture d'Aomori |
| Matsukami               | 松神         | 44,7                                 |                                   | Fukaura      | Préfecture d'Aomori |
| Jūniko                  | 十二湖       | 46,6                                 |                                   | Fukaura      | Préfecture d'Aomori |
| Mutsu-Iwasaki           | 陸奥岩崎     | 50,9                                 |                                   | Fukaura      | Préfecture d'Aomori |
| Mutsu-Sawabe            | 陸奥沢辺     | 53,6                                 |                                   | Fukaura      | Préfecture d'Aomori |
| WeSPa-Tsubakiyama       | ウェスパ椿山 | 56,0                                 |                                   | Fukaura      | Préfecture d'Aomori |
| Henashi                 | 艫作         | 57,9                                 |                                   | Fukaura      | Préfecture d'Aomori |
| Yokoiso                 | 横磯         | 61,4                                 |                                   | Fukaura      | Préfecture d'Aomori |
| Fukaura                 | 深浦         | 66,9                                 |                                   | Fukaura      | Préfecture d'Aomori |
| Hiroto                  | 広戸         | 70,8                                 |                                   | Fukaura      | Préfecture d'Aomori |
| Oirase                  | 追良瀬       | 72,9                                 |                                   | Fukaura      | Préfecture d'Aomori |
| Todoroki (ja)           | 驫木         | 76,0                                 |                                   | Fukaura      | Préfecture d'Aomori |
| Kasose                  | 風合瀬       | 79,0                                 |                                   | Fukaura      | Préfecture d'Aomori |
| Ōdose                   | 大戸瀬       | 83,9                                 |                                   | Fukaura      | Préfecture d'Aomori |
| Senjōjiki               | 千畳敷       | 86,0                                 |                                   | Fukaura      | Préfecture d'Aomori |
| Kita-Kanegasawa         | 北金ヶ沢     | 90,6                                 |                                   | Fukaura      | Préfecture d'Aomori |
| Mutsu-Yanagita          | 陸奥柳田     | 93,3                                 |                                   | Fukaura      | Préfecture d'Aomori |
| Mutsu-Akaishi           | 陸奥赤石     | 97,4                                 |                                   | Ajigasawa    | Préfecture d'Aomori |
| Ajigasawa               | 鰺ヶ沢       | 103,8                                |                                   | Ajigasawa    | Préfecture d'Aomori |
| Narusawa                | 鳴沢         | 108,3                                |                                   | Ajigasawa    | Préfecture d'Aomori |
| Koshimizu               | 越水         | 111,0                                |                                   | Tsugaru      | Préfecture d'Aomori |
| Mutsu-Morita            | 陸奥森田     | 114,5                                |                                   | Tsugaru      | Préfecture d'Aomori |
| Nakata                  | 中田         | 116,9                                |                                   | Tsugaru      | Préfecture d'Aomori |
| Kizukuri                | 木造         | 119,5                                |                                   | Tsugaru      | Préfecture d'Aomori |
| Goshogawara             | 五所川原     | 125,7                                | Tsugaru Railway : Tsugaru Railway | Goshogawara  | Préfecture d'Aomori |
| Mutsu-Tsuruda           | 陸奥鶴田     | 131,7                                |                                   | Tsuruta      | Préfecture d'Aomori |
| Tsurudomari             | 鶴泊         | 134,1                                |                                   | Tsuruta      | Préfecture d'Aomori |
| Itayanagi               | 板柳         | 138,9                                |                                   | Itayanagi    | Préfecture d'Aomori |
| Hayashizaki             | 林崎         | 141,9                                |                                   | Fujisaki     | Préfecture d'Aomori |
| Fujisaki                | 藤崎         | 144,7                                |                                   | Fujisaki     | Préfecture d'Aomori |
| Kawabe                  | 川部         | 147,2                                | JR East : Ōu (interconnexion)     | Inakadate    | Préfecture d'Aomori |

## Matériel roulant
La ligne Gonō est parcourue par les trains suivant :

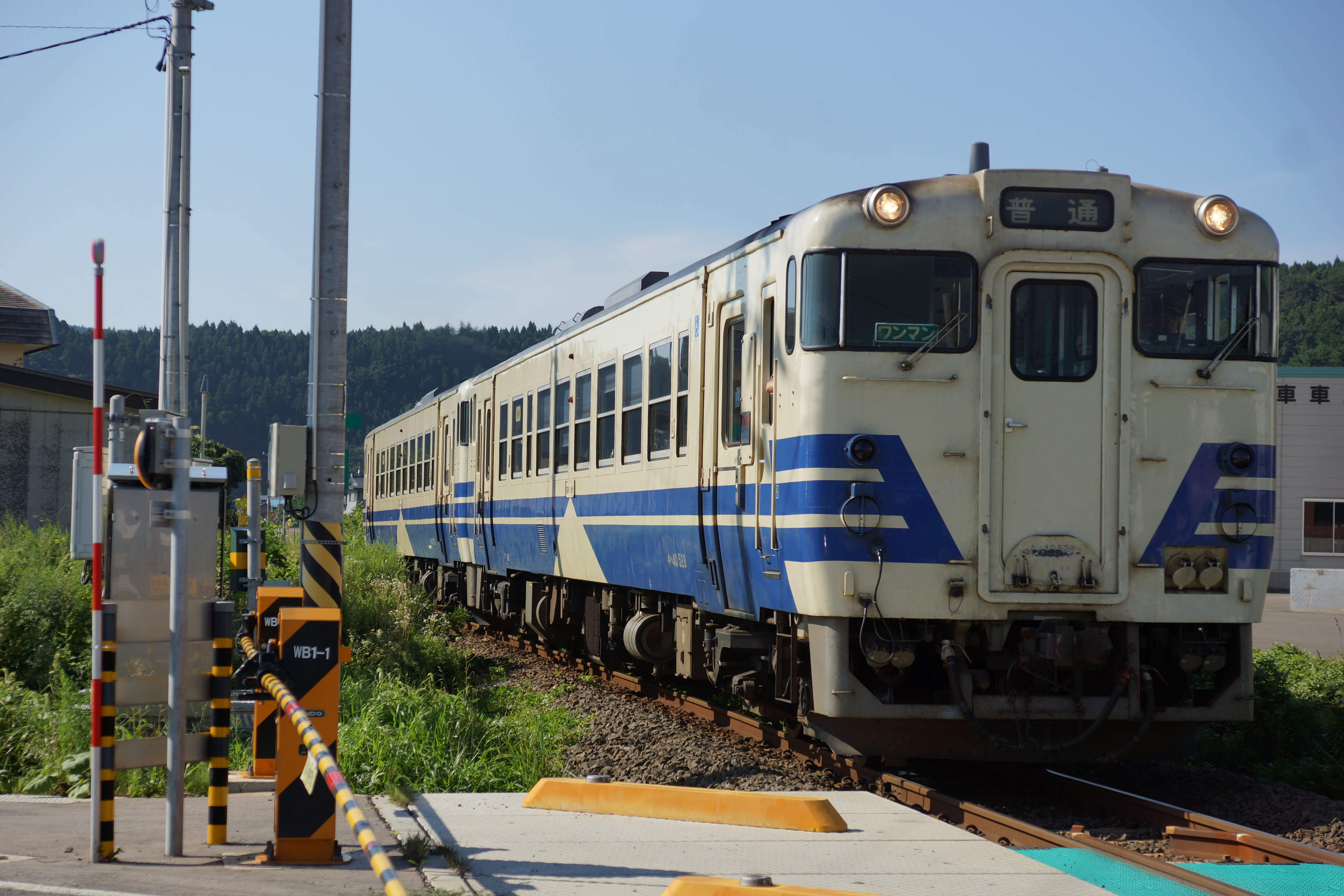
JR East série KiHa 40
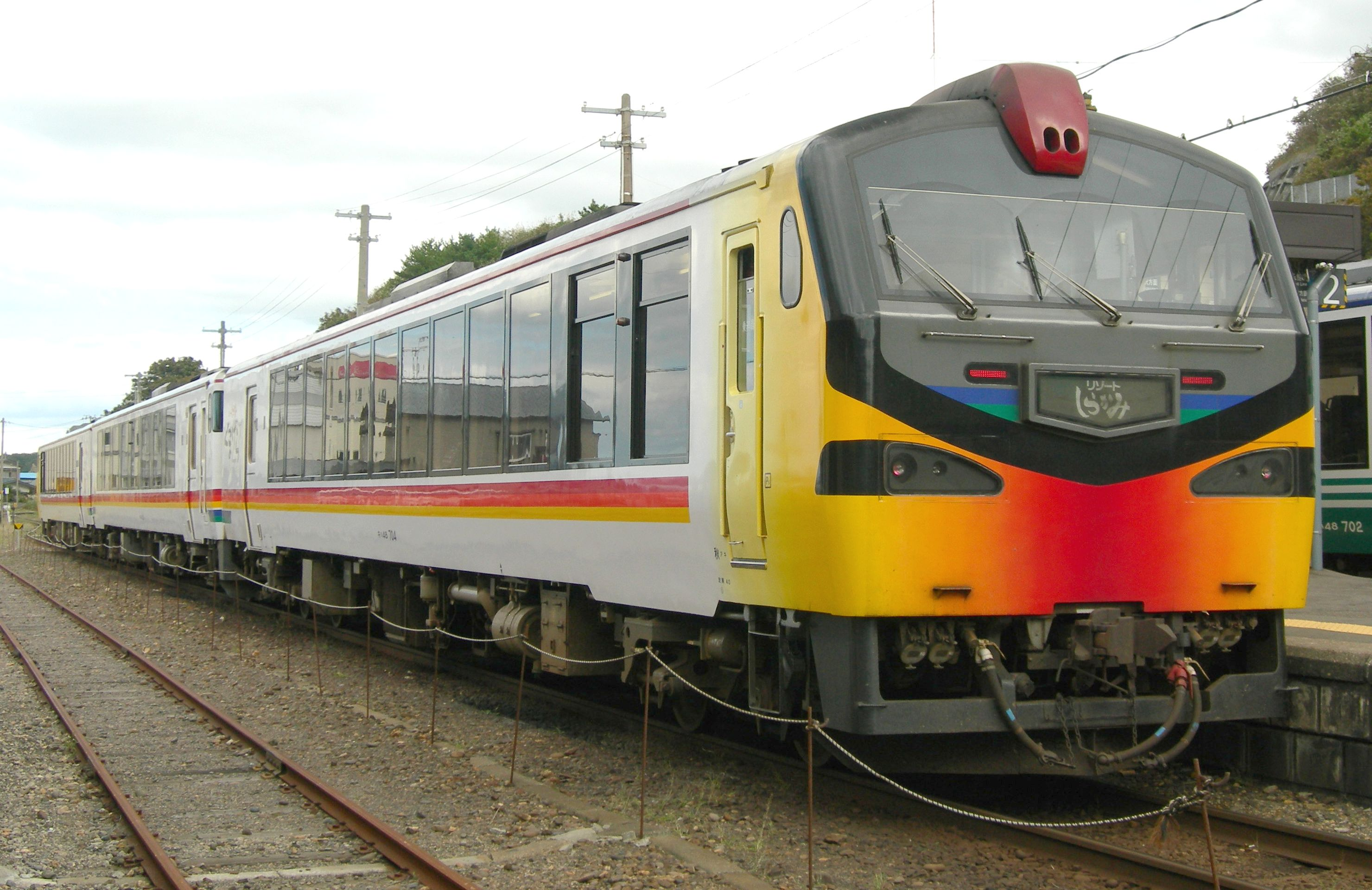
JR East série KiHa 48 Kumagera
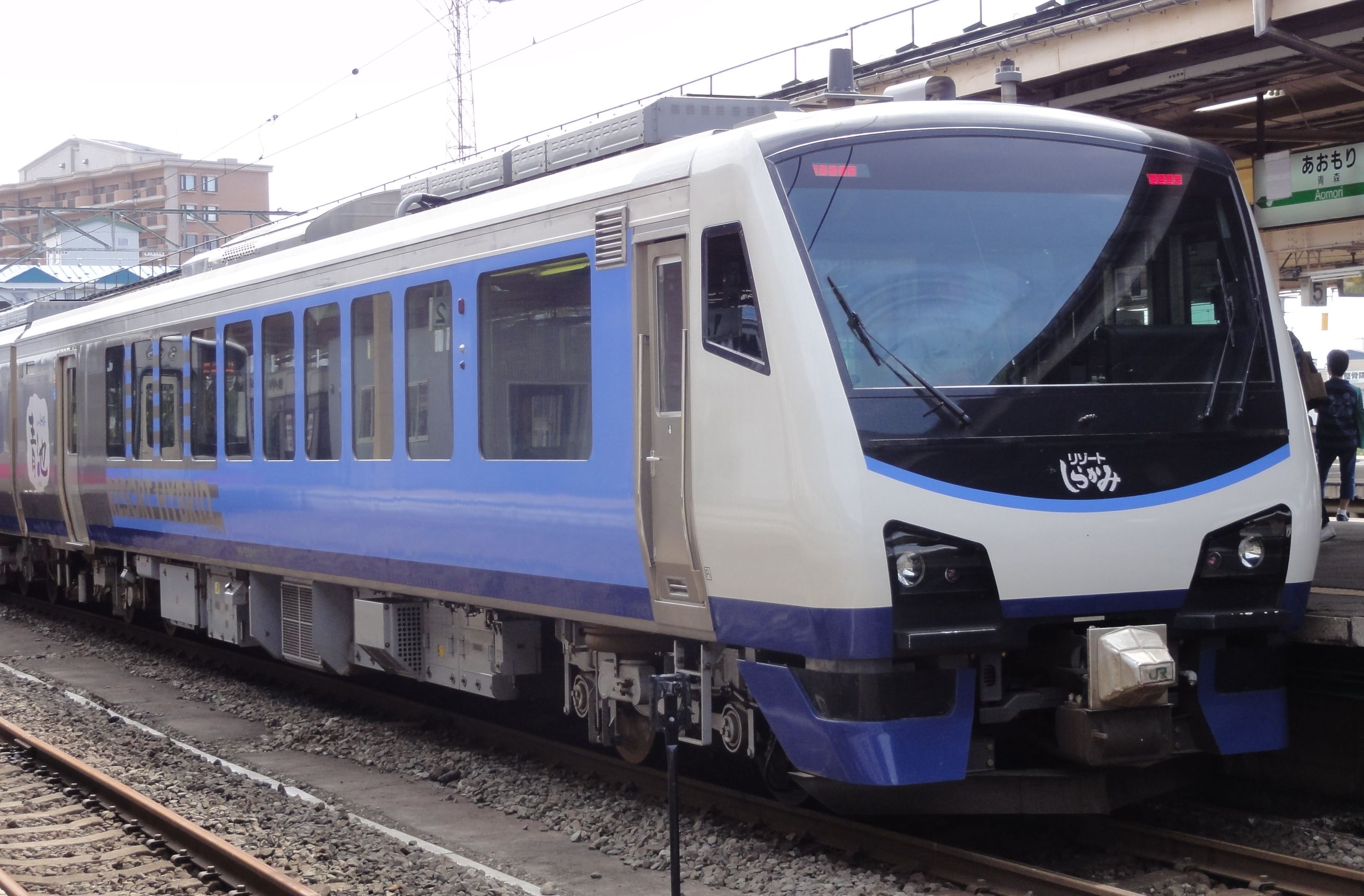
JR East série HB-E300 Aoike
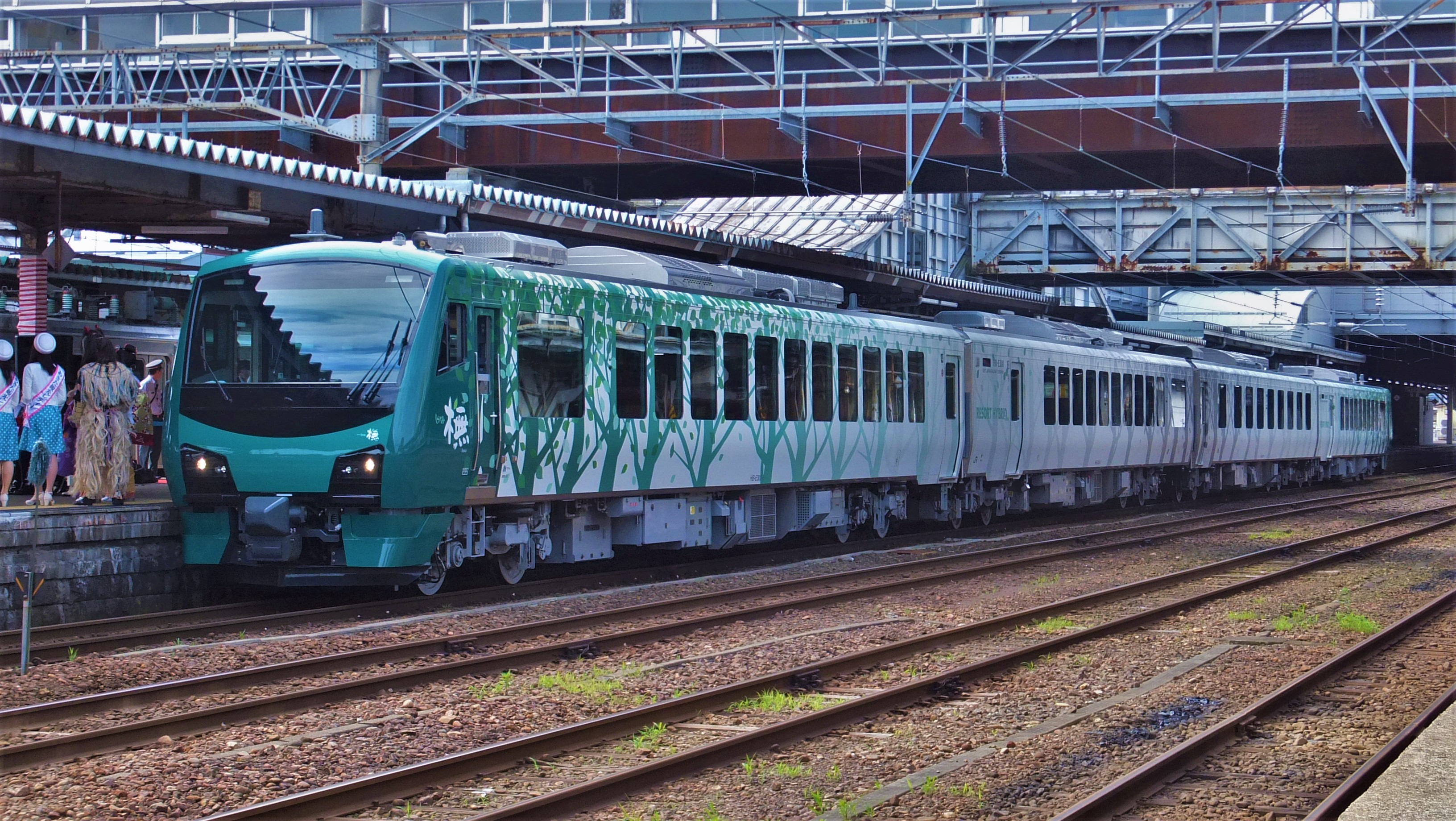
JR East série HB-E300 Buna
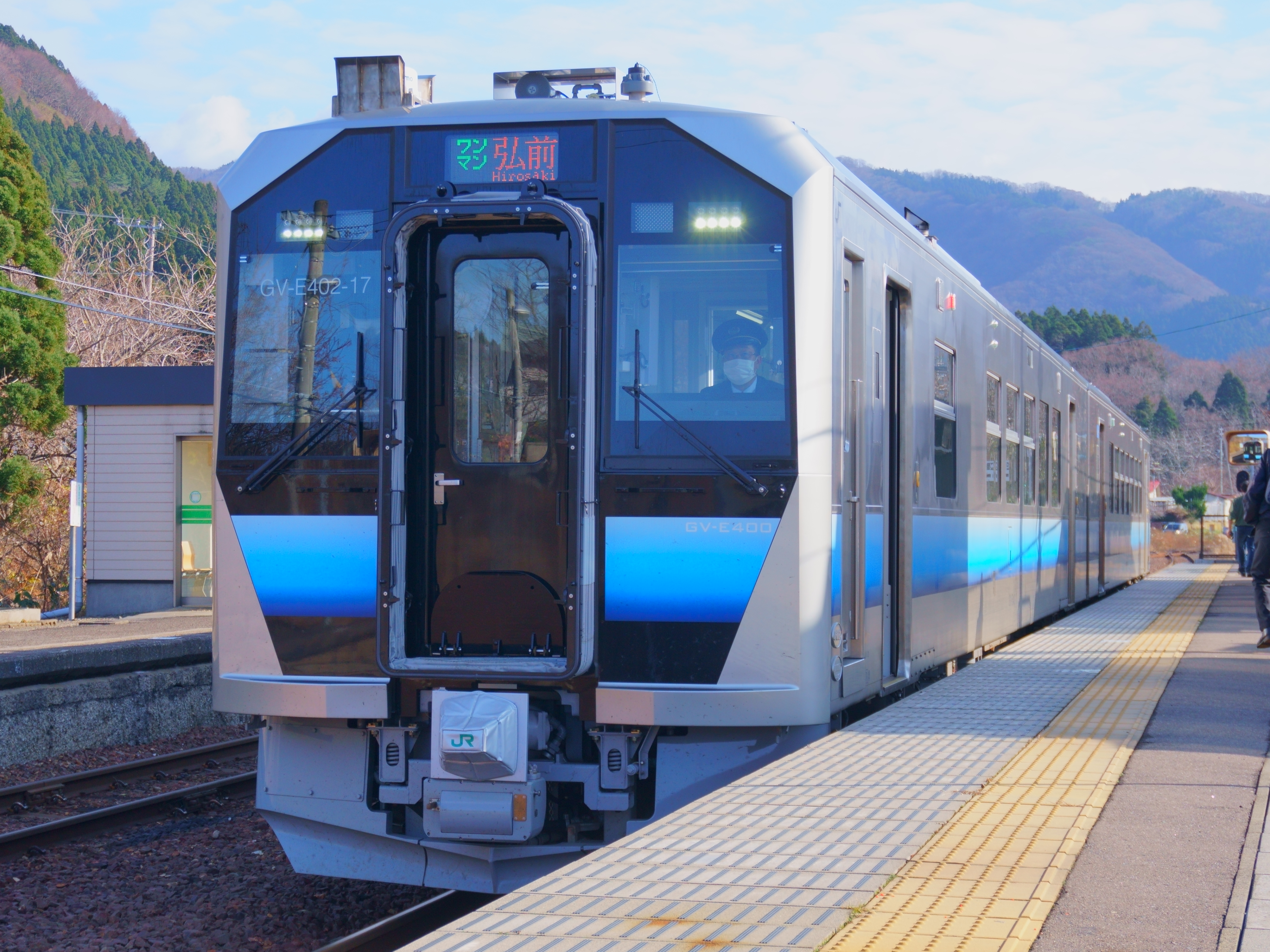
JR East série GV-E400